# Colònia Ferroviària de Sant Vicenç de Calders
La Colònia Ferroviària de Sant Vicenç de Calders és un conjunt d'edificacions de 1901 que servien d'allotjament de nombrós personal ferroviari i les seves famílies: comprèn 6 pavellons amb 72 habitatges, a més de diferents edificis dedicats als serveis ferroviaris. L'estació de Sant Vicenç Calders s'havia construït a final del segle XIX a la confluència de dues línies ferroviàries, i era un punt important de transport de mercaderies. Va ser un dels objectius militars més bombardejats per l'aviació feixista durant la Guerra Civil, amb la finalitat de dificultar el proveïment del front de l'Exèrcit Republicà. La Colònia Ferroviària va mantenir les seves funcions fins a final dels anys setanta del segle xx, quan la modernització del ferrocarril va requerir molta menys mà d'obra.

## L'estació
Sant Vicenç de Calders és una estació de ferrocarril del Baix Penedès, on conflueix la línia Barcelona-Vilafranca-Tarragona, inaugurada el 1855, i de Barcelona-Vilanova-Valls (el tram entre Calafell i Valls es va inaugurar el 1883). Va entrar en servei el 24 d'abril de 1887, com a estació d'enllaç entre aquestes dues línies. Es va construir en una zona aïllada, envoltada de camps i aiguamolls, a tres quilòmetres del nucli urbà de Sant Vicenç de Calders, que aleshores era un municipi independent del Vendrell. L'enllaç de les dues vies i la construcció de l’edifici de l'estació dels viatgers i dels serveis van ser encarregats a l’enginyer Eduard Maristany i Gibert.
L'estació es trobava entremig de les vies, tres per sota cap a la banda de mar i tres per damunt cap a la banda de muntanya. Des d’aquell moment i fins als anys vint, es van anar construint els habitatges de la Colònia Ferroviària de Sant Vicenç de Calders. En perduren sis pavellons i tres edificacions: les del cap d’estació, el del sobreestant i el del Block.).

## Sorgiment de la Colònia Ferroviària
Acabada de construir l’estació, als voltants només hi havia diferents masies i barraques de camp disseminades. Els primers habitatges per al personal ferroviari van ser un edifici de dues plantes per al cap d’estació i el del concessionari del restaurant, edifici independent de l’estació. En algun moment de les dues dècades següents es va construir un altre edifici, també de dues plantes, per als habitatges del sobreestant (avui en dia, cap de districte) i el capatàs de vies i obres. El nou edifici es va situar al costat oposat de l’edifici del cap d’estació.
La memòria del Projecte d’eixample i reforma de l’estació del 20 de gener de 1901 documenta que la Companyia MZA (Madrid, Zaragoza, Alicante) va ampliar la platja de vies amb la finalitat de guanyar espai per classificar els vagons de mercaderies. La Companyia va preveure que hi caldria un bon nombre d’agents ferroviaris. Van construir habitatges per als treballadors i les seves famílies. És a partir d'aquell moment que es pot parlar pròpiament de la Colònia Ferroviària de l’Estació de Sant Vicenç de Calders:
- El desembre de 1905 es va donar per acabat el primer pavelló, anomenat pavelló A, situat just darrere de l’edifici del cap d’estació. El 13 de març de 1906 hi van entrar a viure els primers ferroviaris amb les seves famílies.
- El 19 d’octubre del mateix any es va acabar el pavelló B, i els ferroviaris hi van entrar a viure al cap de cinc dies, el 24 d’octubre.
- El 23 de desembre de 1907 es va acabar el pavelló C, i es van lliurar les claus als ferroviaris el 31 de gener de 1908.
- Al cap d'uns anys, en una data que no s'ha pogut documentat, es va construir el pavelló D, al costat dels anteriors.
- El pavelló E, per raons que no es coneixen, no es va arribar a construir.
- El pavelló F i el pavelló G són els darrers. Van ser construïts en perpendicular a la platja de vies, just després del gran dipòsit circular d’aigües que servia per abastir els habitants de la Colònia i cobrir les necessitats derivades de les activitats de l'estació: abastiment a les locomotores de vapor, neteja dels combois i subministrament de l’edifici de l’estació.

Els pavellons són edificacions robustes, constituïdes per dos cossos connectats amb una escala comuna que els uneix. Els edificis tenen grans finestres emmarcades i, a la part més alta, una gran cornisa que els envolta. Consten de 12 habitatges, 6 a cada costat de l’escala. Els habitatges són de 67 metres quadrats, de sostre alt (al voltant de 4 metres d’alçada) i disposen de cuina de carbó, un lavabo molt petit, tres habitacions (excepte al pavelló C, que en tenen 4) i un rebost. Al llarg de la història els diferents habitants del barri han donat usos variats a algunes d’aquestes estances, com el rebost i les habitacions.
A finals dels anys vint la Colònia Ferroviària ja comprenia les edificacions més destacades que han perdurat: els sis pavellons amb 72 habitatges, l’edificació del cap d’estació i del concessionari del restaurant, l’edifici del sobreestant i del capatàs de vies i obres i, així mateix, l’edifici del Block, aquest darrer amb dos habitatges cadascun. En total la Colònia Ferroviària incloïa 78 habitatges.
Aquest parc immobiliari es conserva. Són edificacions sòlides, d'estil arquitectònic funcional, que en alguns casos passen dels cent anys. Si bé els pavellons han continuat habitats, des de principi dels anys vuitanta el manteniment general d’aquests edificis ha estat gairebé nul. El pavelló A, el més antic, va deixar de tenir llogaters amb contracte amb RENFE l'any 2014: és el més deteriorat.

## La Guerra Civil (1936-1939)
L’estació de Sant Vicenç de Calders va ser un objectiu militar de l’aviació feixista de les Balears, formada per avions italians enviats per Mussolini i la Legió Còndor alemanya, que donaven suport al cop d'estat feixista. Atacant l’estació de Sant Vicenç de Calders inutilitzaven 2 de les 3 línies ferroviàries catalanes i, sobretot, aturaven el subministrament de material bèl·lic al front d’Aragó i de l’Ebre. L’estació de Sant Vicenç de Calders va ser la més afectada pels bombardejos directes contra les estacions de ferrocarril de la zona: d'un total de 121 atacs, en va rebre 82, i hi van morir 75 persones (d'un total de 83).
El primer dels atacs que va patir l’estació de Sant Vicenç de Calders va ser el 8 de maig de 1937. Un dels bombardejos que més va afectar el barri ferroviari va ser el del 7 de desembre de 1937 quan hi van caure més de quaranta bombes, una al pavelló D, on hi havia instal·lada una metralladora antiaèria de l’Exèrcit de la República. L’estació també va ser destruïda durant els primers bombardejos i es va haver de construir una petita estació de búnquer, que encara es conserva, aprofitant un desnivell de sota dels habitatges dels ferroviaris. S'hi despatxaven els bitllets i, a més a més, s'utilitzava com a refugi, amb altres petits forats que hi havia al voltant de les vies.
A causa de la inseguretat que es vivia pels continus bombardejos, moltes famílies dels ferroviaris van anar a refugiar-se al nucli urbà de Sant Vicenç de Calders i a les masies del voltant del barri, com Mas Astor, Mas Borràs, etc. L’escola del barri va haver de tancar durant el període de la Guerra Civil i no va tornar a obrir fins al cap d'alguns anys.

## La Colònia Ferroviària durant la dictadura i en l'actualitat
Durant la dècada dels anys quaranta la Companyia va construir una capella als baixos del pavelló C, al costat de l'escola. RENFE, creada el 1941, va refer els enllaços ferroviaris destruïts pels bombardejos i va tirar a terra l'antiga estació, inservible pels bombardejos, per fer-ne una de nova. Reconstrueixen també el pavelló D, reobren l'escola, redrecen la il·luminació pública.
A la dècada dels anys cinquanta va arribar l’electrificació de les línies ferroviàries. L’any 1952 es va començar a construir l’edifici i el parc exterior de la subestació elèctrica de Sant Vicenç de Calders. El 1953 començaven els treballs de col·locació de pals elèctrics de catenària per tot el tram de la via. El 26 de juny de 1956 s'inaugurava oficialment l’electrificació entre Tarragona i Barcelona, per Vilanova. RENFE, companyia estatal creada l'any 1941, va haver d’iniciar la darrera fase de construcció d’edificis de la Colònia Ferroviària de Sant Vicenç de Calders.
- Habitatges per a les famílies dels nous treballadors del sector d’electrificació, just al costat dels habitatges del sobreestant i del capatàs.
- Tres habitatges anomenats “casetes de la subestació” i, al costat, ”el bloc d’habitatges d’electrificació”, de quatre plantes, amb el cos de les escales adossat a l’edifici principal.
- Un taller d’electrificació, que tenia a la planta superior dos habitatges.

En la història social de la colònia, destaca l’edifici conegut com “El Local”, que va ser la seu del Centre Artístic Cultural Ferroviari de l'Estació de Sant Vicenç de Calders. La Companyia va facilitar els materials de construcció: els veïns, en les seves hores lliures, van construir l'edifici, que comprenia el local social, el bar, el teatre i la biblioteca. Organitzaven la seva festa major, el primer cap de setmana d'agost. També van pavimentar el voltant d’aquesta nau, i hi van fer dues places, que feien de pati de l'escola i de lloc dels balls de l’estiu.

## La vida social i cultural dels ferroviaris de la Colònia
La primera referència sobre la vida associativa de la Colònia Ferroviària de l'Estació de Sant Vicenç de Calders es troba a l’Arxiu de Tarragona, que dona testimoni que hi havia una “Asociación de la Biblioteca y la Escuela”, l'any 1910. Devia ser per tant una de les primeres colònies ferroviàries que va tenir un servei d’escola d’una manera regular. Va ser l'única colònia ferroviària que no disposava d'un edifici específic com a escola (va aprofitar les plantes baixes del pavelló C, que disposava d’una estança més). L’any 1943, els poblats i colònies ferroviàries disposaven de 13 escoles, entre les quals hi havia la de Sant Vicenç de Calders. Aquestes escoles tenien 30 mestres en total, estaven gestionades directament per RENFE.
El despoblament i la decadència de la Colònia Ferroviària va començar a finals dels anys setanta: es necessitava menys personal, fins i tot van desaparèixer alguns oficis ferroviaris amb la modernització del tren. El Centre Artístic Cultural Ferroviari i el local teatre van quedar inactius. El despoblament es va compensar inicialment amb l’arribada de noves famílies ferroviàries que llogaven els habitatges com a segona residència per aprofitar la proximitat de la Colònia a la platja. Més endavant, la població de la Colònia Ferroviària, amb l'arribada de noves famílies, va crear l’Associació Familiar Ferroviària, per aconseguir que s'obrís la nova escola bressol. L'Associació Familiar Ferroviària, convertida a mitjan anys vuitanta en Associació de Veïns de la Colònia, té ara per missió aglutinar un veïnat envellit, lluitar contra la deixadesa de l’empresa ferroviària respecte al seu patrimoni immobiliari i preservar la memòria històrica de la Colònia Ferroviària de Sant Vicenç de Calders.